# كيت تايلور (روائية)
كيت تايلور (بالإنجليزية: Kate Taylor)‏ (1962)؛ صحفية وروائية كندية.